# Ekonomia nowodworska
Ekonomia nowodworska – królewszczyzna nadawana na Żuławach Wiślanych w dzierżawę przez króla polskiego w zamian za liczne pożyczki i inne przysługi. Początkowo była zastawem, później dzierżawą.

## Historia
Tocząca się wojna trzynastoletnia przyczyniła się do opróżnienia kasy królewskiej i w związku z tym wiele dóbr należących do króla polskiego była przedmiotem zastawu w zamian za liczne przysługi. Takimi dobrami były też liczne wsie na Żuławach Wiślanych. W 1457 r. król Kazimierz Jagiellończyk nadał w zastaw za pożyczone 700 dukatów, mieszczaninowi gdańskiemu, Rudolfowi Feldstedt, okręg szkarpawski. W 1472 w zamian za liczne dostawy sukna dla wojska jeszcze wieś Jeziernik. W 1510 r. król Zygmunt Stary w zamian za kolejną pożyczkę powiększa zastaw o wsie: Ostaszewo, Lubieszewo, Orłowo i Tuja. W 1515 r. król zatwierdza dożywotni charakter zastawu dla wsi Orłowo, Tuja i Lubieszewo i prawo do wykupu wsi Ostaszewo. Obszar ekonomii był w późniejszych latach staraniem kolejnych dzierżawców powiększany. Doszły do niej m.in.: okolice dzisiejszego Stawca, Żelichowo, Cyganek, a w XVII wieku tereny położone nad Zalewem Wiślanym. W 1548 r. Michael Loitz przeniósł siedzibę swojej rodziny z Gdańska i wybudował na terenie dzisiejszego miasta Nowy Dwór Gdański dwór, przebudowany następnie na zamek. W okresie dzierżawy ziem przez Wejherów ze względu na bogactwo miejsca zwano też obszar ekonomii starostwem. W 1680 r. decyzją sejmu dzierżawa stała się własnością króla Jana III Sobieskiego, a następnie jego synów – Jakuba i Konstantego. Ostatnia właścicielka terenu, Józefa Antonina Zamojska, przepisała w testamencie żuławskie dobra na rzecz utworzonego przez siebie w 1745 r. Zakonu Kanoniczek Świeckich w Warszawie. Kres istnienia ekonomii nowodworskiej przyniósł I rozbiór Polski w 1772 r. Dobra królewskie zostały skonfiskowane przez Prusy, a dwa lata później Zakon Kanoniczek wynegocjował rekompensatę za utracone tereny w wysokości 47345 talarów i 16 groszy.

## Dzierżawcy
- Rudolf Feldstedt 1457-1498
- Reinhold Feldstedt 1498-1535
- Michael Loitz, Rudolf Feldstedt(1535-1548) i Georg Molner (1535-1552)
- Michael i Simon Loitz
- Hans Loitz 1561-1579
- Ernest Wejher 1579
- Melchior Wejher
- Anna von Mortangen (Moręska)1598-1624
- Jacob Jacobsen 1624-1639
- Esther Jacobsen
- Abraham Jacobsen 1639-1654
- Krzysztof Gembicki 1654-1664
- Andrzej Gembicki 1664-1680

## Właściciele
- Jan III Sobieski 1680-1696
- Jakub Sobieski 1696
- Konstanty Sobieski 1714-1726
- Maria Józefina wdowa po Konstantym Sobieskim 1726-1728
- Jakub Sobieski 1728-1743
- Józefa Antonina Zamojska 1743-1762
- Zakon Kanoniczek Świeckich w Warszawie 1762-1774